# Хаше
Хаше (нидерл. Hachée) — голландское рагу на основе говядины с добавлением уксуса, одно из важнейших блюд нидерландской кухни. При этом, существуют варианты с рыбой или птицей и овощами.
Традиционно используется отварная говядина, которая режется и добавляется в подливу (соус). Подлива готовится из пассерованного лука, муки или хлеба, бульона, уксуса или вина. В качестве специй используется гвоздика и лавровый лист.
Обычно подается с яблочным соусом (apple butter), красной капустой, картофелем или рисом. Голландцы могут иногда комбинировать хаше с гюцпотом.

## Происхождение
Слово hachée по-французски означает «рубленый» или «молотый» и происходит от глагола hacher — «рубить» или «молоть». Хаше упоминаются при описании средневековых фуршетов, хотя точный рецепт, как правило, не описывается. Тушеное мясо, вероятно, происходит от повторного использования мяса, приготовленного в голландской печи вместе с доступными тогда овощами. Вино или уксус были добавлены, чтобы сделать мясо более нежным.